# Stema Italiei
Emblema Republicii Italiene este emblema națională al statului italian. A fost adoptată în mod oficial pe data de 5 mai 1948 prin Decretul legislativ nr. 535, este unul dintre simbolurile naționale italiene. Emblema, în formă de coroană romană, este formată dintr-o stea a Italiei (un simbol datând din mitologia greco-romană) plasată în centrul unei roți (simbol al progresului și al muncii) între o ramură de măslin (simbol al păcii). ) și o creangă de stejar (simbol al forței) legată de o panglică care poartă inscripția „Repvbblica Italiana” în font lapidar roman.